# Castilleja cusickii
Castilleja cusickii är en snyltrotsväxtart som beskrevs av Jesse More Greenman. Castilleja cusickii ingår i släktet målarborstar, och familjen snyltrotsväxter. Inga underarter finns listade i Catalogue of Life.